# Castillo de Santa Ana, Roquetas de Mar
Castillo de Santa Ana är ett slott i Spanien.   Det ligger i provinsen Provincia de Almería och regionen Andalusien, i den södra delen av landet, 400 km söder om huvudstaden Madrid. Castillo de Santa Ana ligger 6 meter över havet.
Terrängen runt Castillo de Santa Ana är platt åt sydväst, men norrut är den kuperad. Havet är nära Castillo de Santa Ana åt sydost.  Närmaste större samhälle är Roquetas de Mar, 1,3 km nordväst om Castillo de Santa Ana. 